# Бжозувка-Земянська
Бжозувка-Земянська (пол. Brzozówka Ziemiańska) — село в Польщі, у гміні Чарна-Білостоцька Білостоцького повіту Підляського воєводства.
Населення — 69 осіб (2011).
У 1975-1998 роках село належало до Білостоцького воєводства.

## Демографія
Демографічна структура станом на 31 березня 2011 року:
|          | Загалом | Допрацездатний вік | Працездатний вік | Постпрацездатний вік |
| -------- | ------- | ------------------ | ---------------- | -------------------- |
| Чоловіки | 31      | 5                  | 21               | 5                    |
| Жінки    | 38      | 6                  | 24               | 8                    |
| Разом    | 69      | 11                 | 45               | 13                   |